# Roy Kral

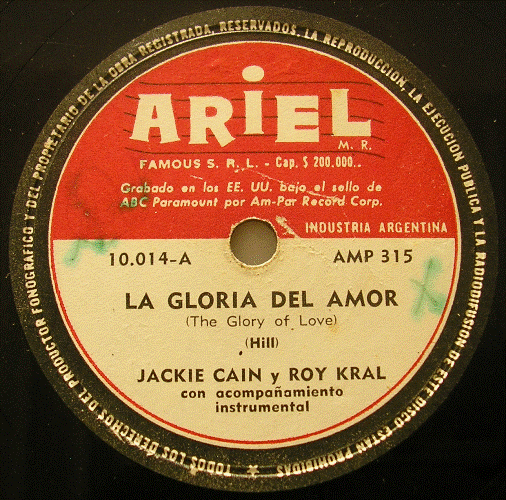
78er von Jackie Cain & Roy Kral: „The Glory of Love“

Roy Joseph Kral (* 10. Oktober 1921 in Cicero, Illinois; † 2. August 2002 in Montclair, New Jersey) war ein amerikanischer Jazzpianist, Sänger und Komponist, Teil des Gesangsduos Jackie and Roy mit seiner Frau Jackie Cain.
Kral war der Sohn eines Lokalpolitikers tschechischen Ursprungs in Illinois und lernte als Kind klassisches Klavier. Zum Jazz kam er über Live-Rundfunksendungen der Band von Earl Hines. 1938 hatte er eine eigene Big Band in Cicero. Nach dem Wehrdienst im Zweiten Weltkrieg, bei dem er für Army-Bands in Illinois (die auch im Radio übertragen wurde) spielte und arrangierte, arbeitete er in einer Radio-Band in Detroit. 1947 zog er nach Chicago, wo er im Quartett seines Freundes George Davis spielte. Dort traf er auch 1947 seine spätere Frau Jackie Cain, die sich als Sängerin versuchte. 1949 heirateten beide. 1948/49 war er bei Charlie Ventura in dessen „Bop for the People“-Band, wo er einen alten Song („I’m Forever Blowing Bubbles“) auf Wunsch des Managers im Bebop-Idiom arrangierte. Das war der Beginn einer erfolgreichen Laufbahn im Vocalese-Gesangsstil. Ventura engagierte Cain als Sängerin und zusätzlich Kral als Pianisten und Arrangeur für die auf ein Septett abgespeckte Big Band (1949/50). Platten erschienen 1949 aus einem Live-Concert in Pasadena, organisiert von Gene Norman (bei Normans Label GNP und Decca) und ab 1949 bei RCA. Später trat Kral im Duo mit seiner Frau Jackie Cain auf. Beide hatten Anfang der 1950er Jahre auch eine eigene Fernsehshow in Chicago. In den 1950er Jahren traten sie viel – teilweise wieder mit Charlie Ventura (1953) – in New York und in Las Vegas (um 1957) auf.  Zusammen nahmen „Jackie and Roy“ an die 40 Platten auf, z. B. „Spring can really hang you up the most“ von 1955 (Storyville, Black Lion), mit Shelly Manne, Red Mitchell und Barney Kessel. Noch im Juni 2002 traten beide bei einem Tribute-Konzert für die Sängerin Teddi King auf.
Roy Kral hatte drei Töchter. Er war der ältere Bruder der Sängerin Irene Kral (1932–1978).